# Administración de Transición de las Naciones Unidas para Timor Oriental
La Administración de Transición de las Naciones Unidas para Timor Oriental (conocida también como UNTAET por sus siglas en inglés) fue una misión de paz de las Naciones Unidas desplegada en el país entre 1999 y 2002. Su objetivo fue proporcionar transitoriamente toda una administración civil efectiva, incluyendo el desempeño de la autoridad legislativa, ejecutiva y judicial; mientras el país atravesaba un proceso político convulso que culminó con su independencia. El mandato de la UNTAET quedó establecido por lo dispuesto en la resolución 1272 del Consejo de Seguridad del 25 de octubre de 1999. En dicha resolución el Consejo decidió que la UNTAET, además de ocuparse de la administración general de Timor Oriental, debía mantener el orden público, establecer una administración eficaz, contribuir al desarrollo de los servicios civiles y sociales, realizar labores de ayuda humanitaria, fomentar el autogobierno y ayudar para al desarrollo sostenible de la economía local.

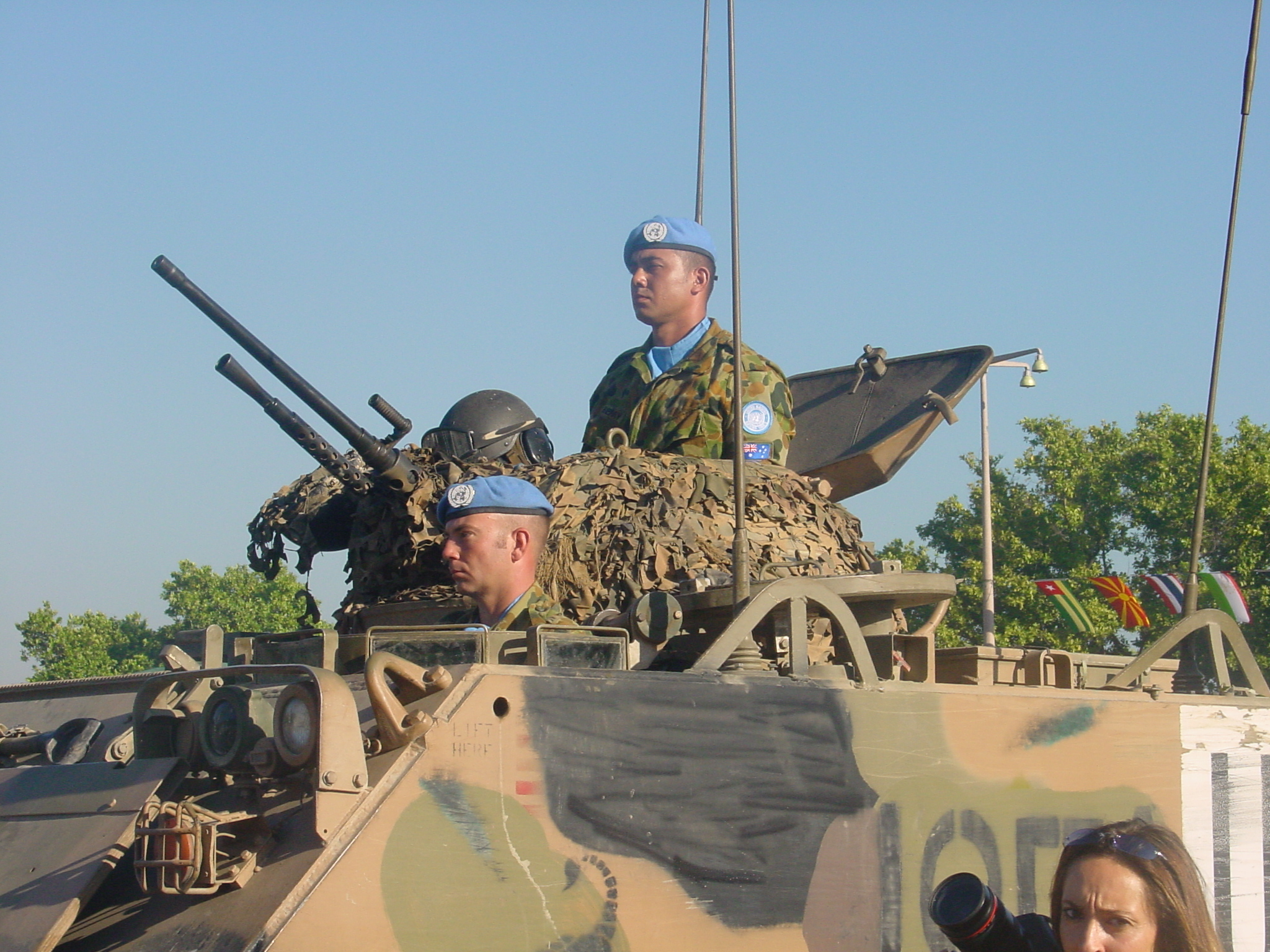
Soldados australianos desplegados en Timor Oriental bajo mandato de las Naciones Unidas. Mayo de 2002.

La misión estableció su cuartel general en Dili. Tuvo autorización para desplegar hasta 9.150 militares y 1.640 policías civiles. Además contó, a fecha marzo de 2002, con el apoyo de 737 personas extranjeras y 1.745 locales como personal civil de las Naciones Unidas. Un total de 29 países contribuyeron con personal militar a la misión y 39 enviaron policías. La UNTAET sufrió 17 bajas mortales: 15 militares, un policía y un observador militar.